# Wäldchen an Gut Neuheim
Koordinaten: 50° 45′ 53″ N, 6° 48′ 50″ O
Das Naturschutzgebiet Wäldchen an Gut Neuheim (Kennung BM-008) liegt auf dem Gebiet der Stadt Erftstadt nahe des Autobahnkreuzes Bliesheim. Nordöstlich angrenzend befindet sich eine Kiesgrube, westlich liegt der Friesheimer Busch.

## Bedeutung
Das Gebiet wurde 1983 ausgewiesen und erstreckt sich über eine Fläche von ca. 7 ha. Der kleinflächige Waldbestand besteht überwiegend aus einem an Winterlinden reichen Stieleichen-Hainbuchenwald und stellt damit eine Restfläche des ehemals in der Niederrheinischen Bucht weitverbreiteten Waldtyps dar. Der Bestand ist teils als Mittelwald, teils als Hochwald ausgebildet. Die Krautschicht ist artenreich und stellenweise sehr üppig entwickelt. Die Waldränder sind gut mit Waldmantelgesellschaften bestanden, es existieren allerdings auch gelichtete und aufgerissene Bereiche.